# Fuego griego

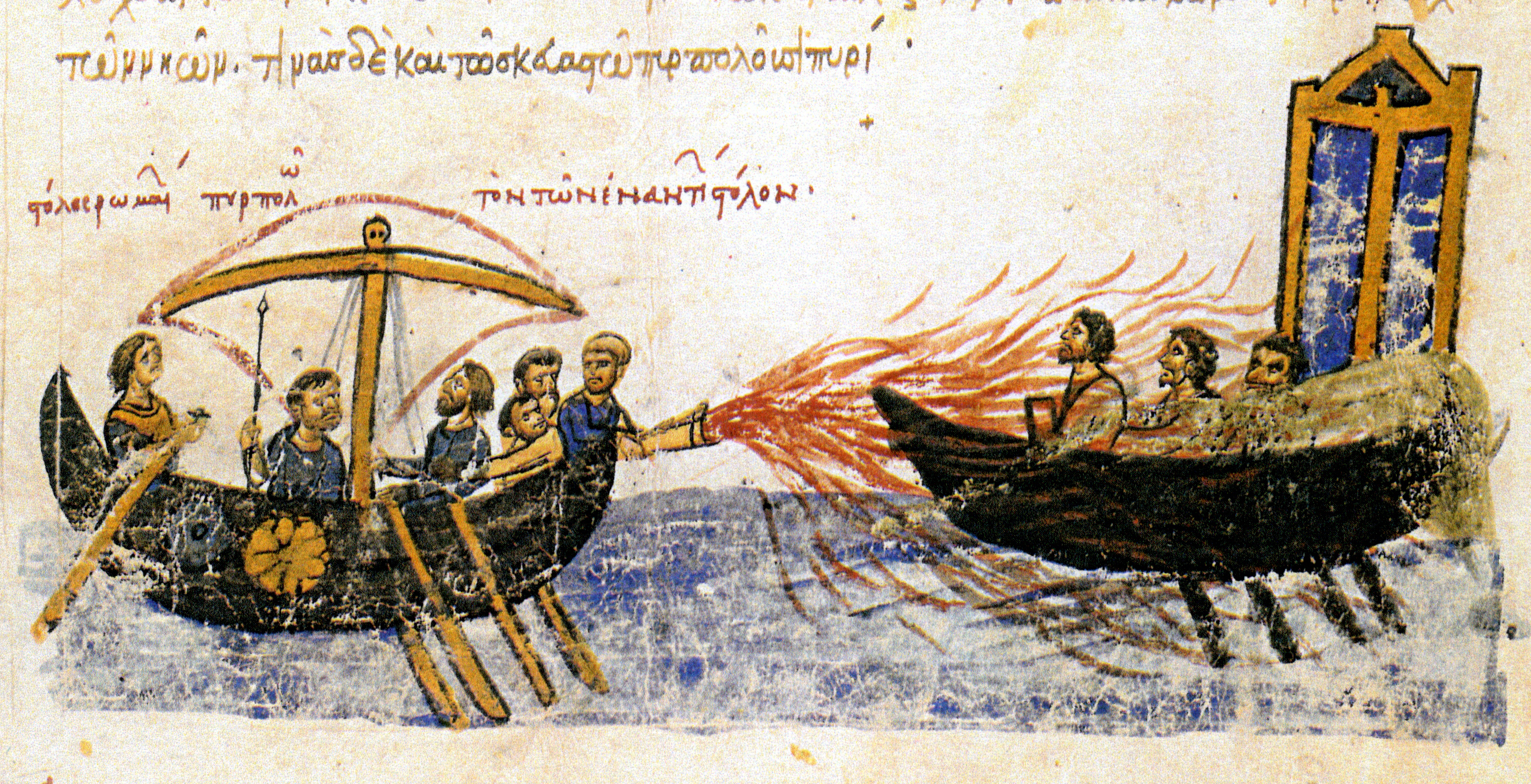
Uso del fuego griego, ilustración de una crónica bizantina.

Fuego griego era el nombre que se les dio a dos tipos de armas incendiarias, una de la Edad Antigua y otra de la Edad Media.
La primera estaba basada en aprovechar el reflejo de la luz solar, siendo empleada en el siglo II a. C. durante el asedio de la ciudad griega de Siracusa. 
La segunda estaba basada en una sustancia incendiaria utilizada por el Imperio bizantino. Fue creada en el siglo VI, aunque su mayor uso y difusión se daría tras las primeras cruzadas (siglo XIII), como arma naval.

## El fuego griego de Calínico
La mezcla fue inventada supuestamente por un refugiado cristiano sirio llamado Calínico, originario de Heliópolis. Algunos autores piensan que Calínico recibió el secreto del fuego griego de los alquimistas de Alejandría. Lanzaba un chorro de fluido ardiente y podía emplearse tanto en tierra como en el mar, aunque preferentemente en el mar.
Los bizantinos del siglo VI empleaban la sustancia incendiaria con frecuencia en batallas navales, ya que era sumamente eficaz al continuar ardiendo incluso después de haber caído al agua. Esto representaba una ventaja tecnológica, y fue responsable de varias importantes victorias militares bizantinas, especialmente la salvación de Constantinopla en dos asedios musulmanes, con lo que aseguró la continuidad del Imperio, constituyendo así un freno a las intenciones expansionistas del Islam, y evitando la posible conquista de la Europa Occidental desde el Este. La impresión que el fuego griego produjo en los cruzados fue de tal magnitud que el nombre pasó a ser utilizado para todo tipo de arma incendiaria,  incluidas las usadas por los árabes, chinos y mongoles. Sin embargo, eran fórmulas distintas de la bizantina, que era un secreto de Estado guardado en forma celosa, cuya composición se ha extraviado. Por lo tanto, sus ingredientes son motivo de gran debate. Se han propuesto algunos de los siguientes ingredientes: petróleo crudo, cal viva, azufre y salitre. Lo que distinguió a los bizantinos en el uso de mezclas incendiarias fue la utilización de sifones presurizados para lanzar el líquido al enemigo.
Si bien el término "fuego griego" posee un uso general desde las cruzadas, en las fuentes bizantinas originales recibe diversos nombres, tales como "fuego marino" (en griego: πῦρ θαλάσσιον), "fuego romano" (πῦρ ῤωμαϊκὸν), "fuego de guerra" (πολεμικὸν πῦρ), "fuego líquido" (ὑγρόν πῦρ) o "fuego procesado" (πῦρ σκευαστὸν). En Aragón, tras las primeras cruzadas, fue guardado el fuego griego en recipientes de cerámica y usado como proyectiles de artillería, recibiendo el nombre de "magranas compuestas".

## Funcionamiento

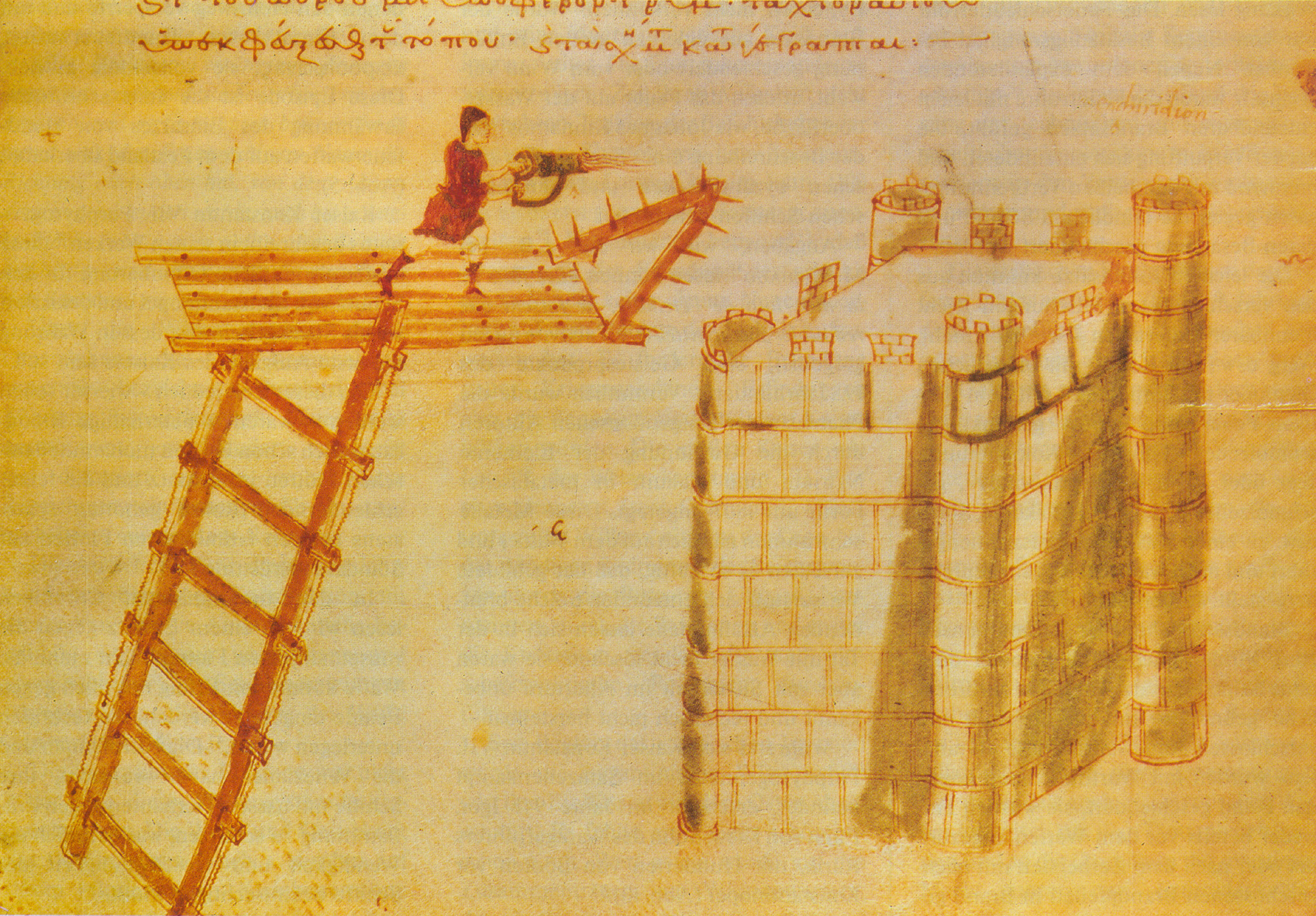
Uso de un cheirosiphōn ("siphōn de mano"), un lanzallamas portátil, utilizado desde el puente voladizo de una torre de asedio contra un castillo. Ilustración del tratado Poliorcetica, de Herón de Bizancio.

El poder del arma venía no solo del hecho de que ardía en contacto con el agua, sino de que incluso ardía debajo de ella. En las batallas navales era por ello un arma de gran eficacia, causando grandes destrozos materiales y personales, y extendiendo, además, el pánico entre el enemigo: al miedo a morir ardiendo se unía el temor supersticioso que esta arma infundía a muchos soldados, ya que creían que una llama que se volvía aún más intensa en el agua tenía que ser producto de la brujería.
El motivo por el que se desconoce su composición es muy simple: la marina bizantina de la Alta Edad Media era, por mucho, la dueña del Mediterráneo oriental, y en la posesión del fuego griego estaba una de las claves de su superioridad, de manera que esta arma se consideraba secreta.
El principal método de despliegue del fuego griego, que lo distingue de sustancias similares, era su lanzamiento a través de un tubo (siphōn), para uso a bordo de barcos o en asedios. Los lanzadores portátiles (cheirosiphōnes, χειροσίφωνες) también fueron inventados supuestamente por el emperador León VI. Los manuales militares bizantinos también mencionan que los frascos (chytrai o tzykalia) llenos de fuego griego y abrojos envueltos con estopa y empapados en la sustancia fueron lanzados por catapultas, mientras pivotaban grúas (gerania) fueron empleadas para derramarlo sobre los barcos enemigos. Los cheirosiphōnes fueron prescritos especialmente para su uso en tierra y en asedios, tanto contra máquinas de asedio como contra defensores en las murallas, por varios autores militares del siglo X, y su uso está representado en el Poliorcetica de Herón de Bizancio. Los dromon bizantinos solían tener un siphōn instalados en su proa debajo del castillo de proa, pero en ocasiones también se podían colocar dispositivos adicionales en otro lugar del barco. Así, en 941, cuando los bizantinos se enfrentaban a la flota mucho más numerosa de la Rus, también se colocaron "sifones" en el medio del barco e incluso en la popa.

### Lanzadores
El uso de lanzadores tubulares (σίφων, siphōn) está ampliamente atestiguado en las fuentes contemporáneas. Ana Comnena ofrece este relato de lanzadores de fuego griego con forma de bestia montados en la proa de los barcos de guerra:
Como [el Emperador Alejo I] sabía que los pisanos eran hábiles en la guerra marítima y temían la batalla con ellos, en la proa de cada barco se tenía fijada una cabeza de león u otro animal terrestre, hecha en bronce o hierro con la boca abierta y dorada, de modo que su mero aspecto era aterrador. Y el fuego que había de ser dirigido contra el enemigo a través de tubos lo hizo pasar por la boca de las bestias, de modo que parecía como si los leones y los otros monstruos similares estuvieran vomitando el fuego.
Algunas fuentes proporcionan más información sobre la composición y función de todo el mecanismo. El manuscrito de Wolfenbüttel en particular proporciona la siguiente descripción:
...habiendo construido un horno justo en la proa de la nave, pusieron sobre ella una vasija de cobre llena de estas cosas, poniendo fuego debajo. Y uno de ellos, habiendo hecho un tubo de bronce semejante al que los rústicos llaman squitiatoria, "chorro," con los que juegan los muchachos, [lo] rocían al enemigo.
Otro relato, posiblemente de primera mano, del uso del fuego griego proviene del siglo XI. Yngvars saga víðförla, en el que el Vikingo Ingvar el Viajero se enfrenta a barcos equipados con lanzadores de fuego griego:
[Ellos] comenzaron a soplar con fuelles de herreros en un horno en el que había fuego y de él salió un gran estruendo. Allí estaba también un tubo de latón [o bronce] y de él salió mucho fuego contra un barco, y se quemó en poco tiempo de modo que todo se convirtió en cenizas blancas....
El relato, aunque embellecido, se corresponde con muchas de las características del fuego griego conocidas por otras fuentes, como un fuerte rugido que acompañaba su descarga. Estos dos textos son también las dos únicas fuentes que mencionan explícitamente que la sustancia se calentó sobre un horno antes de ser lanzada; aunque la validez de esta información es cuestionable, las reconstrucciones modernas se han basado en ellos.
A partir de estas descripciones y las fuentes bizantinas, John Haldon y Maurice Byrne diseñaron un aparato hipotético que constaba de tres componentes principales: una bomba de bronce, que se utilizaba para presurizar el aceite; un brasero, usado para calentar el aceite (πρόπυρον, propyron, "precalentador"); y la tobera, que estaba recubierta de bronce y montada sobre un pivote (στρεπτόν, strepton). El brasero, que quemaba una cerilla de lienzo o lino que producía un calor intenso y el característico humo denso, se utilizaba para calentar el aceite y los demás ingredientes en un tanque hermético encima de él, un proceso que también ayudó a disolver las resinas en una mezcla fluida. La sustancia fue presurizada por el calor y el uso de una bomba de fuerza. Después de haber alcanzado la presión adecuada, se abría una válvula que conectaba el tanque con la rótula y se descargaba la mezcla por su extremo, encendiéndose en su boca por alguna fuente de llama. El intenso calor de la llama hizo necesaria la presencia de pantallas térmicas de hierro (βουκόλια, boukolia), los cuales están certificados en los inventarios de la flota.
El proceso de operar el diseño de Haldon y Byrne estuvo plagado de peligros, ya que la creciente presión podría hacer explotar fácilmente el tanque de aceite calentado, una falla que no se registró como un problema con el arma de fuego histórica. En los experimentos realizados por Haldon en 2002 para el episodio "Fireship" de la serie de televisión Machines Times Forgot, incluso las técnicas de soldadura modernas no lograron asegurar un aislamiento adecuado del tanque de bronce bajo presión. Esto condujo a la reubicación de la bomba de presión entre el tanque y la boquilla. El dispositivo a gran escala construido sobre esta base estableció la efectividad del diseño del mecanismo, incluso con los materiales y técnicas simples disponibles para los bizantinos. El experimento usó petróleo crudo mezclado con resinas de madera y logró una temperatura de llama de más de 1000 °C y un rango efectivo de hasta 15 metros.

### Lanzadores portátiles

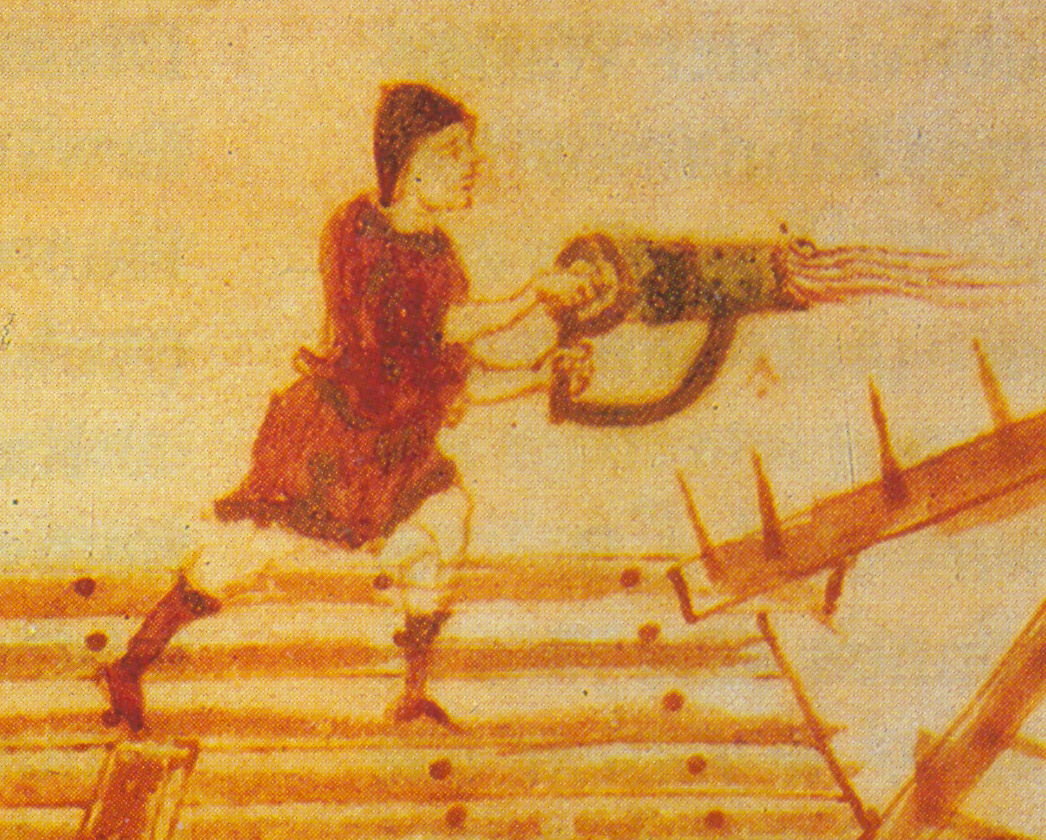
Detalle de un cheirosiphōn.

El cheirosiphōn ("siphōn de mano") portátil, el análogo más antiguo de un lanzallamas moderno, está ampliamente atestiguado en los documentos militares del siglo X y recomendado para su uso tanto en mar como en tierra. Aparecen por primera vez en la táctica del emperador León VI el Sabio, que afirma haberlas inventado. Los autores posteriores continuaron refiriéndose a los cheirosiphōnes, especialmente para usar contra torres de asedio, aunque Nicéforo II también aconseja su uso en ejércitos de campaña, con el objetivo de interrumpir la formación enemiga. Aunque tanto Leo VI como Nicéforo afirman que la sustancia utilizada en el cheirosiphōnes era el mismo que en los dispositivos estáticos utilizados en los barcos, Haldon y Byrne consideran que los primeros eran manifiestamente diferentes de sus primos más grandes, y teorizan que el dispositivo era fundamentalmente diferente, "una jeringa simple [que] arrojaba tanto fuego líquido (presumiblemente sin encender) y jugos nocivos para repeler a las tropas enemigas". Las ilustraciones de Herón en Poliorcetica muestran el cheirosiphōn arrojando también la sustancia inflamada.

### Granadas

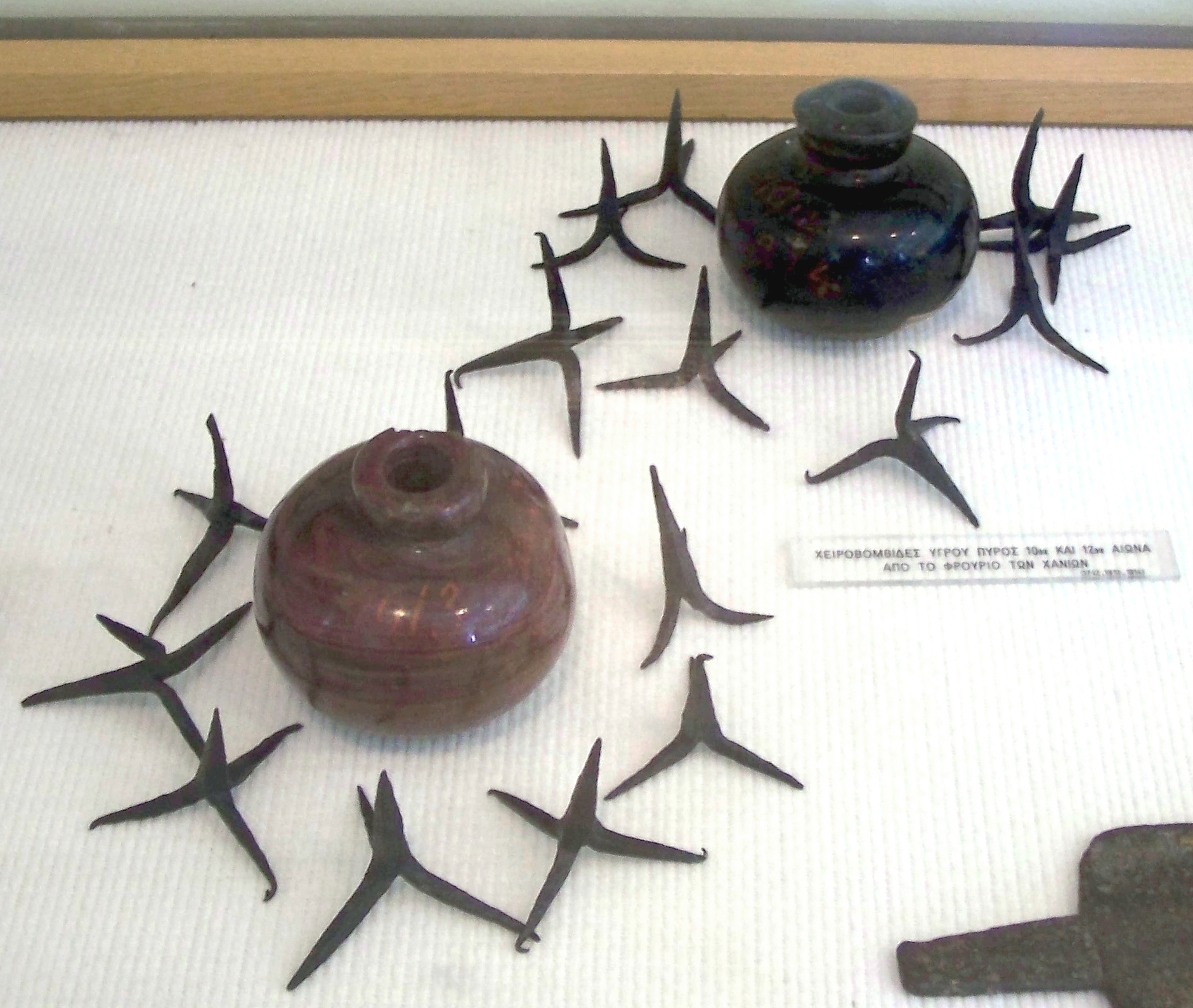
Granadas de cerámica que estaban llenas de fuego griego, rodeadas de abrojos, siglo X-XII, Museo Histórico Nacional, Atenas, Grecia.

En su forma más antigua, el fuego griego se lanzaba sobre las fuerzas enemigas disparando una bola envuelta en tela en llamas, tal vez conteniendo un frasco, usando una forma de catapulta ligera, muy probablemente una variante marítima de la catapulta ligera romana u onagro. Estos eran capaces de lanzar cargas ligeras, alrededor 6 a 9 kg, a una distancia de 350–450 m.

## Eficacia y contramedidas
Aunque la destructividad del fuego griego es indiscutible, no hizo que la armada bizantina fuera invencible. No era, en palabras del historiador naval John Pryor, un "asesino de barcos" comparable al ariete naval, que, para entonces, había caído en desuso. Si bien el fuego griego seguía siendo un arma potente, sus limitaciones eran significativas en comparación con las formas más tradicionales de artillería: en su versión desplegada en sifón, tenía un alcance limitado y solo podía usarse de manera segura en un mar en calma y con condiciones favorables de viento.
Las armadas musulmanas finalmente se adaptaron manteniéndose fuera de su alcance efectivo e ideando métodos de protección como fieltro o pieles empapadas en vinagre.
Sin embargo, seguía siendo un arma decisiva en muchas batallas. John Julius Norwich escribió: "Es imposible exagerar la importancia del fuego griego en la historia bizantina".

## En la cultura popular
En la novela histórica "Sevilla antes de la Giralda", de la escritora Paloma Recaséns, el ejército castellano fabrica fuego griego para utilizarlo en su cruzada contra los almohades.
En la novela El último Catón de la escritora alicantina Matilde Asensi, los protagonistas, en una prueba que deben superar, hacen uso del fuego griego con los ingredientes necesarios para su fabricación.
En la serie de novelas Canción de hielo y fuego de George R. R. Martin, ambientadas en un mundo altamente medieval y ficticio, aparece un tipo de fuego basado en el fuego griego, aunque de un color verdoso, denominado fuego valyrio (en referencia a un imperio antiguo superior, el Feudo Franco de Valyria), que al igual que en la defensa de Constantinopla y del Estuario Cuerno de Oro en el siglo X, es usado por los Lannister en la defensa de Desembarco del Rey y del estuario del río Aguasnegras frente al ejército de Stannis Baratheon. 
En la película Timeline, basada en la novela Rescate en el tiempo de Michael Crichton, los protagonistas preparan fuego griego. 
En la saga de libros de Percy Jackson y los dioses del Olimpo como en la de Los héroes del Olimpo, escrita por Rick Riordan, los protagonistas utilizan el fuego griego como arma contra monstruos de la Mitología griega. 
En la novela Superpoción de amor del escritor mexicano José Luis Vázquez, los protagonistas utilizan el fuego griego para iniciar un incendio en una granja con la finalidad de obtener uno de los ingredientes necesarios para la poción.
También aparece en la novela "El León de San Marcos" (2005) de Thomas Quinn, cuyo entorno es la toma de Constantinopla en 1453. 
Asimismo, en la serie de novelas El ejército negro de Santiago García-Clairac ambientada tanto en un mundo medieval como moderno, aparece el fuego griego utilizado por los hechiceros seguidores de Demónicus. 
Lo encontramos en la novela Bajo el fuego y la sal, de Jose Soto Chica que es un reconocido experto español en el Imperio Bizantino. Conocido por sus contribuciones académicas, como su tesis doctoral sobre Bizantinos, Sasánidas y Musulmanes. En dicha novela, Soto Chica utiliza el fuego griego como elemento central. La obra está ambientada en el siglo IX, durante el saqueo musulmán de Roma, y mezcla aventura, traición y guerra. La trama sigue a diversos personajes en un contexto histórico complejo, donde la fórmula del fuego griego se convierte en un codiciado secreto. 
Varios videojuegos de estrategia hacen uso de este elemento: en Assassin's Creed: Revelations el protagonista, Ezio Auditore, lo emplea para quemar un puerto de Constantinopla; en Age of Empires II: The Age of Kings e Ikariam varias flotas utilizan fuego griego; en Medieval II: Total War hay una unidad de lanzadores de fuego griego y un barco de fuego griego del imperio bizantino; en Total Conquest se puede adquirir una poción llamada fuego griego; en Age of Empires: Castle Siege se pueden usar las torres flamígeras que disparan fuego griego; en Age of Mythology: The Titans, los Atlantes pueden utilizar la unidad "Sifón de fuego" o "Brulotes" (Naval) utilizan el fuego griego. En el videojuego Rise of the Tomb Raider, la protagonista Lara Croft puede disparar flechas de fuego griego que es de un color azul-verdoso. En Vampire: The Masquerade - Redemption aparecen botellas de fuego griego pudiendo ser usadas como armas arrojadizas.